# Carmelita Namashulua

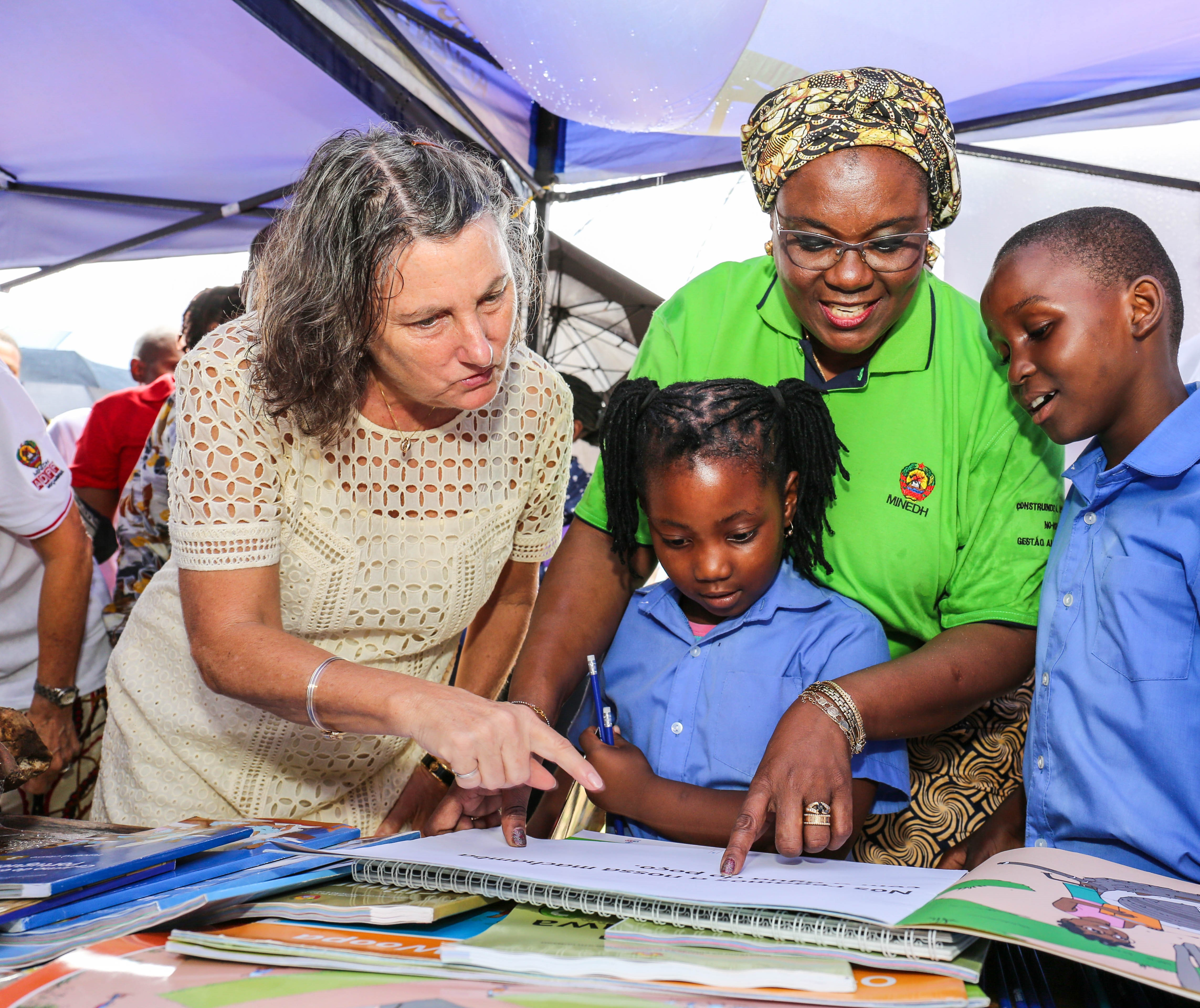
Namashulua (grün), 2020

Carmelita Rita Namashulua, kurz Carmelita Namashulua, (* 2. Dezember 1962 in Daressalam, Tansania) ist eine mosambikanische Pädagogin und Politikerin (FRELIMO). Von  2015 bis 2020 war sie Ministerin für öffentliche Verwaltung im Kabinett Nyusi I, seit 2020 Bildungsministerin im Kabinett Nyusi II.

## Biographie

### Ausbildung
Carmelita Namashulua wurde am 2. Dezember 1962 in der tansanischen Hauptstadt Daressalam geboren, wo sich ihre Eltern im Verlauf des mosambikanischen Unabhängigkeitskampfes aufhielten. Ihre Grundschulausbildung erhielt sie in einem der FRELIMO-Lager an der tansanisch-mosambikanischen Grenze. Anschließend besuchte sie die Sekundarschule in Ribaué.
In Maputo studierte Namashulua bis 1994 an der Universidade Pedagógica auf dem Gebiet Pädagogische Psychologie.

### Berufliche Karriere
Von 1984 bis 1998 arbeitete Namashulua an der Escola Secundária Josina Machel (in Maputo) als Physiklehrerin und zwischen 1998 und 2001 übernahm sie die pädagogische Leitung der Sekundarschule. Neben ihrer Arbeit als Lehrerin war sie zudem zwischen 1994 und 2001 als Koordinatorin für die „Unterstützung verwundbarer Frauen“ (Coordenadora de Programas de Apoio a Mulheres Vulneráveis) im Büro der Präsidentengattin tätig.
Zwischen 2001 und 2005 leitete Namashulua die mosambikanische Sektion der NGO Terres de Hommes.

### Politische Karriere
Für das zweite Kabinett Guebuzas berief dieser Namashulua zur stellvertretenden Ministerin für öffentliche Verwaltung (Vice-Ministra da Administração Estatal). Im Kabinett Nyusi I stieg sie zur leitenden Ministerin des gleichen Ressorts auf.
In ihrer Ministerialzeit ist Namashulua besonders mit dem vollständigen Aufbau staatlicher Institutionen im gesamten Land und parallel mit Dezentralisierungstendenzen befasst.

### Privat
Carmelita Namashulua ist verheiratet, hat drei Kinder und ist Anhängerin des christlichen Glaubens. Neben Portugiesisch spricht sie ChiMakonde, Swahili und Englisch.